# 香港青年基督徒劇團
香港青年基督徒劇團（英語：Hong Kong Christian Youth Theatre）是香港一個由基督徒組成的劇團，成立於1985年10月，一班來自不同教會，對戲劇有濃厚興趣的基督徒青年，有感福音可藉戲劇媒介來傳播，遂聯合起來，組成一個具規模的基督徒戲劇團體。宗旨是藉戲劇藝術廣傳福音，推廣基督教戲劇文化。演出主要分兩大類，包括巡迴演出和公演。

## 信仰
基督教信仰，以《聖經》為依歸。

## 福音短劇事工
香港青年基督徒劇團的福音短劇事工，本著協助教會廣傳福音為宗旨，演出的劇目主要令人思想人生，自我反省，以致仰望上帝，達到「福音預工」果效。可以去到香港各間教會及機構演出，包括各種形式和大小不同種類性質的聚會，一起為神事奉。

## 演出紀錄
香港青年基督徒劇團成立至今已舉辦過多次大小不同類形的演出，同時亦會應邀到全港各教會及機構作巡迴演出。
| 日期                    | 戲劇名稱                                            | 地點                                               |
| ----------------------- | --------------------------------------------------- | -------------------------------------------------- |
| 2017年12月24日          | 魔鬼專訪                                            | 基督教平安堂                                       |
| 2017年5月3日            | 2017巡迴首演 - 阿旦阿旦郁得番 - 魔鬼專訪            | 基督教平安堂                                       |
| 2016年5月2日            | 2016巡迴首演 - 阿旦阿旦郁得番 - 瑪莉與瘋子          | 基督教會以琳堂                                     |
| 2015年12月18日-12月20日 | 神級攻略                                            | 香港文化中心劇場                                   |
| 2015年5月1日            | 2015巡迴首演 - 聖誕殺手Do Re Mi - 最美的祝福 - 浪子 | 北角懷恩浸信教會                                   |
| 2014年5月31日-6月1日    | 2014巡迴首演 - 官與賊的故事 - 聖誕奇遇              | 香港循理會賜恩堂                                   |
| 2013年11月1-3日         | 發達秘笈                                            | 香港文化中心劇場                                   |
| 2012年4月29日           | 2012巡迴首演                                        | 紅磡基督徒會堂                                     |
| 2011年5月20日-5月22日   | 基青銀禧年紀念演出                                  | 香港文化中心劇場                                   |
| 2010年5月30日           | 福音短劇首演 2010                                   | 基督教中國佈道會聖道堂                             |
| 2010年11月-12月         | 北區大會堂我們的快樂聖誕                            | 香港大會堂劇院                                     |
| 2009年6月14日           | 福音短劇首演 2009                                   | 宣道會信愛堂                                       |
| 2008年12月6日-12月7日   | 好久不見                                            | 牛池灣文娛中心文娛廳                               |
| 2008年9月15日           | 尋…迷                                               | 香港文化中心大劇院                                 |
| 2008年6月22日           | 福音短劇首演 2008                                   | 宣道會信愛堂                                       |
| 2007年5月20日           | 福音短劇首演 2007                                   | 宣道會信愛堂                                       |
| 2006年9月8日-9月10日    | 際遇之間                                            | 上環文娛中心劇院                                   |
| 2006年6月11日           | 福音短劇首演 2006                                   | 宣道會信愛堂                                       |
| 2005年10月14日-10月16日 | 逃出格拉森                                          | 香港文化中心劇場                                   |
| 2005年4月24日           | 福音短劇首演 2005                                   | 宣道會信愛堂                                       |
| 2004年8月15日           | 戲劇匯演 — 鹹鴨蛋超人系列之解散科學巡邏隊           | 西灣河文娛中心劇院                                 |
| 2004年5月               | 福音短劇首演 2004                                   | 宣道會信愛堂                                       |
| 2003年8月               | 失蹤                                                | 香港文化中心劇場                                   |
| 2003年3月               | 福音短劇首演 2003                                   | 香港文化中心劇場                                   |
| 2002年10月              | 福音短劇重演 2002                                   | 救世軍大坑東青年中心                               |
| 2002年8月               | 戲劇匯演2002 – 五四三二停                           | 上環文娛中心劇院                                   |
| 2002年4月               | 復活節街頭演出                                      | 上環 – 粉嶺 – 油麻地                               |
| 2001年6月               | 福音短劇首演 2001                                   | 基督教中國佈道會聖道堂                             |
| 2000年11月              | 小型演出                                            | 藝穗會                                             |
| 2000年4月               | 復活節街頭演出                                      | 葵青 – 粉嶺 – 荃灣                                 |
| 1999年10月              | 尼尼微城之末日                                      | 香港大會堂劇院                                     |
| 1999年4月               | 福音短劇首演 1999                                   | 救世軍大坑東青年中心                               |
| 1998年9月               | 瘋 Show 夢陰謀                                      | 香港文化中心劇場                                   |
| 1999年3月               | 新天新地                                            | 沙田大會堂文娛廳                                   |
| 1997年8月               | 基青創作大賽                                        | 藝穗會                                             |
| 1997年4月               | 福音短劇首演 1997                                   | 九龍城基督徒會、九龍城基督徒會博康堂、銅鑼灣浸信會 |
| 1996年11月-12月         | 從未遇上的父親                                      | 牛池灣文娛中心劇院                                 |
| 1996年7月               | 戲劇匯演1996 – 情人在禮拜堂                         | 上環文娛中心劇院                                   |
| 1996年4月               | 情劇場                                              | 上環文娛中心演講廳                                 |
| 1995年10月              | 王老闆撞鬼聖誕夜                                    | 香港文化中心劇場                                   |
| 1995年5月               | 福音短劇首演1995                                    | 聖安德烈基督中心                                   |
| 1994年11月              | 虎穴亡魂                                            | 香港文化中心劇場                                   |
| 1994年3月               | 漫畫之風                                            | 上環文娛中心演講廳                                 |
| 1993年9月               | 空虛尊者 –（得獎作品重演）                          | 沙田大會堂文娛廳                                   |
| 1993年1月               | 托爾斯泰的精神世界                                  | 麥高利小劇場                                       |
| 1992年9月               | 荒唐演出                                            | 西灣河文娛中心劇場                                 |
| 1991年10月              | 福音短劇首演1991 – 與管子劇社合辦                   | 西灣河文娛中心劇場                                 |
| 1990年9月               | 福音短劇重演1990                                    | 香港文化中心劇場                                   |
| 1990年7月               | 戲劇匯演1990得獎演出 – 空虛尊者                     | 上環文娛中心劇院                                   |
| 1990年4月               | 基青工作坊1990                                      | 藝術中心小劇場                                     |
| 1989年12月              | 龍城落日                                            | 大會堂劇院                                         |
| 1989年6月               | 福音短劇首演1989                                    | 大會堂高座演奏廳                                   |
| 1989年4月               | 新秀劇場                                            | 上環文娛中心演講廳                                 |
| 1988年10月              | 戲劇匯演1988 – 哀樂人生                             | 牛池灣文娛中心劇院                                 |
| 1988年8月               | 都市一族大陰謀                                      | 沙田大會堂文娛廳                                   |
| 1988年5月               | 福音短劇首演1988                                    | 大會堂高座演奏廳                                   |
| 1988年2月               | 戲劇匯演決賽 – 烏拉特                               | 大會堂劇院                                         |
| 1988年1月               | 創作劇坊                                            | 大會堂高座演奏廳                                   |
| 1987年9月-10月          | 茫記演出                                            | 藝術中心壽臣劇院                                   |
| 1987年3月               | 福音短劇籌款首演1987                                | 梁顯利油麻地社區中心                               |
| 1986年11月              | 冬日劇場                                            | 藝術中心小劇場                                     |
| 1986年10月              | 基督徒戲劇聯演                                      | 藝術中心壽臣劇院                                   |
| 1986年7月               | 夏日劇坊                                            | 城市當代舞蹈團劇場                                 |
| 1986年1月               | 成立演出                                            | 藝術中心小劇場                                     |

## 外部連結
- 香港青年基督徒劇團網站 （页面存档备份，存于）
- 香港青年基督徒劇團的Facebook專頁